# Microheros termitophagus
Microheros termitophagus là một loài nhện trong họ Salticidae.
Loài này thuộc chi Microheros. Microheros termitophagus được Wanda Wesołowska & Cumming miêu tả năm 1999.